# Das Tabu der Totengeister
Das Tabu der Totengeister ist der sechste einer Serie von Kriminalromanen von Tony Hillerman. Unter dem Titel The Ghostway erschien er 1984 in englischer Sprache, deutschsprachig erstmals 1987 im Rowohlt Verlag.

## Kontext
Das Tabu der Totengeister ist ein Ethno-Krimi. Ort der Handlung ist zum einen, wie in den vorangegangenen Romanen, der Nordosten des US-Bundesstaates Arizona und dort die dünn besiedelten Navajo Nation Reservation. Zum anderen wird in Los Angeles ermittelt. Zentrale Figur und Ermittler ist der Polizist der Navajo Tribal Police (Polizei der Navajo Nation Reservation) „Officer Jim Chee“ (Kriegername: „Tiefer Denker“), ein Angehöriger der Navajo (auch: Dinee, „Volk“). In den beiden vorhergehenden Romanen, Tod der Maulwürfe und Der Wind des Bösen, arbeitete er in den Polizeiposten Crownpoint und Tuba City, jetzt in der kleinen Siedlung Shiprock.
Auch dem Roman Das Tabu der Totengeister liegt der Konflikt zu Grunde, der durch die Begegnung „weißer“ und indianischer Kultur entsteht. Das Verbrechen wird aus der „weißen“ Kultur in die indianische Welt hineingetragen – ähnlich wie in den vorangegangenen Romanen, wenn auch nicht ohne Beteiligung von Navajos, die dann aber ihrer Kultur weitgehend entwurzelt sind.
Der Konflikt zwischen „Weißer“ und indianischer Kultur wird in dem Roman auf zwei Ebenen abgehandelt: Zum einen durch Detektivarbeit von Jim Chee, bei der es um die Kriminalität geht, die aus der „weißen“ Kultur und der Großstadt Los Angeles in die ländliche Navajo Nation Reservation hineingetragen wird und dort zu Morden führt. Zum anderen in der Person von Jim Chee selbst, der sich persönlich vor die Entscheidung gestellt sieht, ob er als Navajo weiter leben kann oder für die Frau, die er liebt, in die Welt der Weißen wechseln muss.

## Personen
- Officer Jim Chee
- Captain Largo, Vorgesetzter von Jim Chee, in der regionalen Polizeidienststelle Window Rock
- Sharkey, Polizist des FBI
- Shaw, Polizist in Los Angeles
- Wells, Polizist in Los Angeles
- Upchurch, Polizist des FBI in Los Angeles, der auf mysteriöse Weise ums Leben gekommen ist.
- Mary Landon, Lehrerin und Freundin von Jim Chee
- Hosteen Joseph Joe, ein wichtiger Zeuge
- Die Brüder Albert und Leroy Gorman, Navajos und in serienmäßige Autodiebstähle und Autoschieberei in Los Angeles verwickelt
- Hosteen Ashie Begay, Onkel von Albert und Leroy
- Margaret Billy Sosi, Enkelin von Hosteen Ashie Begay
- Bentwomen, Ur-Urgroßmutter von Margaret Billy Sosi
- Grayson, ein vom FBI im Rahmen eines Zeugenschutzprogramms versteckter Kronzeuge
- McNair, Boss der Autoschieber
- Beno, Navajo und Autoschieber
- Lerner, ein Auftragskiller
- Vaggan, Geldeintreiber und Auftragskiller
- Jay Leonhard, Talkshow-Master und eines seiner Opfer
- Mr. Berger, lebt in einem Altenheim in Los Angeles

## Handlung

### Der Kriminalfall
Albert Gorman sucht in der Navajo Nation Reservation nach seinem aus Los Angeles verschwundenen Bruder Leroy Gorman. Sie gehören zu einer Familie von Navajos, die größtenteils vor langer Zeit nach Los Angeles umgesiedelt wurde. Dabei zeigt er Hosteen Joseph Joe ein Foto, auf dessen Rückseite etwas geschrieben ist. Kurz darauf wird Albert Gorman von dem Auftragskiller Lerner gestellt und in eine Schießerei verwickelt, bei der er Lerner erschießt, selbst aber auch schwer verwundet wird. Als die Polizei daraufhin bei dem Onkel der Brüder, Hosteen Ashie Begay, nachforscht, findet sie nur die Leiche von Albert, die nach traditionellen Regeln der Navajo bestattet ist, den Hof (Hogan) von Hosteen Ashie Begay aber verlassen vor. Hosteen Ashie Begay selbst ist verschwunden. In die Nordwand des Wohnhauses ist ein Loch gebrochen, alle anderen Zugänge sind verschlossen. Auf diese Weise wird ein Gebäude nur verlassen, wenn darin ein Mensch gestorben ist. Es ist nun ein Toten-Hogan Es kann dann nicht mehr genutzt werden und darf unter keinen Umständen betreten werden, weil sich darin der Chindie des Toten dauerhaft aufhält, die Verkörperung alles Schlechten und Bösen, das der Tote zurücklässt. Jim Chee fallen in dieser Situation erste Differenzen und Ungereimtheiten gegenüber den traditionell in einer solchen Situation zu beachtenden Regeln auf.
Jim Chee trifft auf Margaret Billy Sosi, Enkelin von Hosteen Ashie Begay, als er dessen verlassenen Hogan zum zweiten Mal aufsucht. Sie hat das Tabu gebrochen und den Hogan betreten. Sie ist im Besitz des Fotos, weil Hosteen Ashie Begay es ihr vor seinem Verschwinden per Post mit einem warnenden Brief zugeschickt hat. Margaret Billy Sosi entzieht sich aber dem Zugriff durch Jim Chee, der sie daraufhin nach Los Angeles verfolgt. Der Kontakt mit seinen dortigen Kollegen erschließt ihm den Hintergrund, dass Albert und Leroy in einem Autoschieberring gearbeitet haben. Gegen dessen Boss, McNair, konnte durch Ermittlungen des Polizisten Upchurch Anklage erhoben werden. Upchurch aber starb durch einen Herzinfarkt während einer Autofahrt, so dass die gesamte Anklage nun nur noch auf dem Kronzeugen Leroy Gorman beruht. McNair hat also ein erhebliches Interesse, den Kronzeugen verschwinden zu lassen. Jim Chee kann die Urgroßmutter und die Ur-Urgroßmutter, Bentwoman, von Margaret Billy Sosi in Los Angeles ausfindig machen. Bentwoman gibt ihm einen interessanten Hinweis zum Verschwinden des Hosteen Ashie Begay. Kurz darauf wird Jim Chee schwer verletzt, als er Margaret Billy Sosi vor dem Auftragskiller Vaggan rettet. Der Polizist liegt einige Tage in Los Angeles im Krankenhaus.
Zurück in der Navajo Nation Reservation begibt er sich zum dritten Mal zum Toten-Hogan des Hosteen Ashie Begay. Um den Hinweis von Bentwoman verfolgen zu können, muss er den Toten-Hogan betreten und das damit verbundene Tabu brechen, kann dadurch aber das tatsächliche Geschehen um den Toten-Hogan klären. Als er mit dem Kronzeugen „Leroy Gorman“ zu einem Treffen von dessen Familie fährt, ein Treffen, das dazu dient, Margaret Billy Sosi rituell von dem Kontakt mit dem Chindie in dem Toten-Hogan zu reinigen, kommt es zum Showdown zwischen den Vertretern von McNair und Jim Chee.

### Jim Chees persönlicher Konflikt
Die Liebesgeschichte zwischen Jim Jee und Mary Landon, die in dem Roman Tod der Maulwürfe beginnt, wurde im folgenden Roman, Der Wind des Bösen, nicht mehr erwähnt. Hier, in Das Tabu der Totengeister, wird die Beziehung wieder aufgenommen. Das geschieht, indem Jim Chee immer wieder über ihr Verhältnis nachdenkt. Er reflektiert Szenen aus der Vergangenheit, Erlebnisse, die er zusammen mit Mary Landon hatte. Mary Landon und Jim Chee begegnen sich in dem gesamten Roman nicht persönlich, telefonieren nur miteinander, als er im Krankenhaus in Los Angeles liegt.
Sie hat ihm gesagt, dass ihr Verhältnis – schon im Hinblick auf gemeinsame Kinder – nur Zukunft hat, wenn sie beide die Navajo Nation Reservation verlassen. Er hat immer noch ein Angebot, beim FBI anzufangen, könnte das also machen. Andererseits müsste er dazu sein Leben als Navajo aufgeben. Gibt es einen Kompromiss? Er wollte gern Yaatalii werden, einer, der die rituellen Gesänge beherrscht, die eingesetzt werden, wenn ein Mensch mit sich und seiner Umwelt nicht mehr im Einklang lebt und deshalb erkrankt. Es ist inzwischen sehr schwierig, noch einen Yaatalii zu finden, viele der Gesänge sind schon verloren gegangen. Das Ziel weiter zu verfolgen, hat er schon aufgegeben und ist entschlossen, den Wünschen von Mary Landon nachzugeben. Außerdem hat er für seine Ermittlungen den Toten-Hogan des Hosteen Ashie Begay betreten, das damit verbundene Tabu gebrochen und so die Welt der Navajo bereits verlassen. In dieser Situation erreicht ihn ein Brief von Mary Landon. Mit diesem Brief schließt der Roman. Sie schreibt, dass sie ihn nicht zwingen will, wie ein Weißer zu leben, nimmt sich eine Auszeit und fährt zu ihren Eltern. Beide wollen ihre Beziehung überdenken.

## Bezug zu anderen Werken
Die Kriminalromane von Tony Hillerman bauen sich um indianische Kultur auf. Er setzt mit Das Tabu der Totengeister die Serie fort, die er mit bereits fünf vorangegangenen Ethno-Krimis begonnen hat. Ab dem vierten dieser Romane ist Jim Chee zentrale Figur und Ermittler. Die Fortsetzung der Reihe ist der Kriminalroman Die Nacht der Skinwalkers (Skinwalkers).

## Ausgaben
- Englischsprachige Erstausgabe: The Ghostway. ISBN 0-06-015396-2
- Deutschsprachige Ausgaben[3]: Das Tabu der Totengeister
  - Rowohlt Verlag. Hamburg 1987. ISBN 978-3-499-42807-4
  - Deutscher Bücherbund. Stuttgart 1991. Ohne ISBN, nur für Mitglieder.
  - Goldmann Verlag. München 1992. ISBN 978-3-442-41391-1
  - Rowohlt-Taschenbuch-Verlag. Reinbek bei Hamburg 2000. ISBN 978-3-499-43371-9
  - Rowohlt Verlag. 2017. ISBN 978-3-688-10152-8